# ماسيميليانو كابيولي
ماسيميليانو كابيولي (بالإيطالية: Massimiliano Cappioli)‏ لاعب كرة قدم ايطالي (ولد في روما عام 1968) لعب في صفوف المنتخب الإيطالي عام 1994 وهو أحد ابرز لاعبي نادي روما في حقبة التسعينات من القرن العشرين.

## روابط خارجية
- ماسيميليانو كابيولي على موقع قاعدة بيانات كرة القدم.إي يو (الإنجليزية)
- ماسيميليانو كابيولي على موقع ناشيونال فوتبول تيمز (الإنجليزية)
- ماسيميليانو كابيولي على موقع عالم كرة القدم.نت (الإنجليزية)